# Johanna Budwig
 (mai 2019).
Johanna Budwig, née le 30 septembre 1908 à Essen (district de Düsseldorf) et morte le 19 mai 2003 à Freudenstadt (district de Karlsruhe), est une biochimiste allemande.
Ses travaux sont critiqués car elle était convaincue de pouvoir combattre le cancer, grâce à un régime alimentaire approprié composé de deux ingrédients.

## La méthode
La méthode Budwig est fondée sur la consommation régulière de graines de lin, d'huile de lin, et de fromage blanc, notamment le matin au petit déjeuner. Les graines de lin sont riches en acides gras polyinsaturés, et particulièrement en acide α-linolénique.

## Critiques
La communauté scientifique des oncologistes et médecins spécialistes du cancer ne croient pas qu'un régime alimentaire aussi simpliste que celui de Budwig puisse guérir un cancer, et ils considèrent les cas de rémissions ou d'améliorations significatives résultants de cette méthode comme anecdotiques et sans lien avec le régime.
Cette méthode sans fondement scientifique ni preuve d'efficacité a été liée à de nombreux cas d'abus de faiblesse envers des patients, et demeure dans le viseur de la Mission interministérielle de vigilance et de lutte contre les dérives sectaires (MIVILUDES).